# Maniac Butcher
Maniac Butcher byla česká blackmetalová kapela ze Žatce založená v roce 1992 Vladimírem Dědkem vystupujícím pod pseudonymem Vlad Blasphemer a jeho bratrem Michalem Dědkem, později i Radimem Horou (pseudonym Barbarud Hrom). Tito dva hudebníci byli nedílnou součástí Maniac Butcher po celou dobu existence kapely, vedle nich se vystřídalo několik lidí na různých postech.
V roce 1993 vyšlo první demo Immortal Death, v roce 1995 pak pod hlavičkou vydavatelství Radima Hory Pussy God Records debutové studiové album s názvem Barbarians.
V roce 2015 Vlad Blasphemer zemřel a kapela zanikla. Na svém kontě má celkem sedm řadových desek a vícero dalších nahrávek.

## Diskografie
Dema
- Immortal Death (1993)
- The Incapable Carrion (1994)

Studiová alba
- Barbarians (1995)[4]
- Lučan-antikrist (1996)
- Krvestřeb (1997)
- Černá krev (1998)
- Invaze (1999)
- Epitaph - The Final Onslaught of Maniac Butcher (2000)
- Masakr (2010)

EP
- The Beast / Dva tisíce let (2005)
- Metal from Hell (2012)

Kompilační alba
- Immortal Death / The Incapable Carrion (2003) – oficiální znovuvydání obou demonahrávek
- The Best Of / A Tribute to Maniac Butcher (2003)

Živá alba
- Live in Annaberg (1997)
- Live in Open Hell (1999)
- Live in Germany (2003)

Split nahrávky
- Black Horns of Bohemia (1995)
- Black Horns of Saaz (1995) – společně s kapelou Dark Storm
- Metal from Hell / Chrám nenávisti (1999) – split s kapelou Inferno
- Proti všem... (1999) – 3-way split CD společně s kapelami Sezarbil a Inferno

## Videografie
- Dead but Live - '92-01 (2005) – DVD